# آدام همیل
آدام همیل (انگلیسی: Adam Hammill؛ زادهٔ ۲۵ ژانویهٔ ۱۹۸۸) بازیکن فوتبال اهل بریتانیا است.
از باشگاه‌هایی که در آن بازی کرده‌است می‌توان به باشگاه فوتبال میدلزبرو، باشگاه فوتبال لیورپول، باشگاه فوتبال بارنزلی، باشگاه فوتبال بلکپول، باشگاه فوتبال ولورهمپتون واندررز، باشگاه فوتبال ساوت‌همپتون، باشگاه فوتبال هادرزفیلد تاون و باشگاه فوتبال روترهام یونایتد اشاره کرد.
وی همچنین در تیم ملی فوتبال زیر ۲۱ سال انگلستان بازی کرده‌است.